# عبد الرحمن خليلي
عبد الرحمن خليلي (بالسويدية: Abdul Khalili) (مواليد 7 يونيو 1992) لاعب كرة قدم سويدي من أصل فلسطيني يجيد اللعب في مركز الوسط مع مرسين إيدمانيوردو في الدوري التركي الممتاز. وهو ابن عم اللاعب عماد خليلي الذي ينشط في الدوري الصيني الممتاز.

## روابط خارجية
- عبد الرحمن خليلي على موقع الاتحاد الأوربي (الإنجليزية)
- عبد الرحمن خليلي على موقع اتحاد السويد (السويدية)
- عبد الرحمن خليلي على موقع اتحاد تركيا (لاعب) (الإنجليزية)
- عبد الرحمن خليلي على موقع قاعدة بيانات كرة القدم.إي يو (الإنجليزية)
- عبد الرحمن خليلي على موقع ناشيونال فوتبول تيمز (الإنجليزية)
- عبد الرحمن خليلي على موقع Soccerway.com (الإنجليزية)
- عبد الرحمن خليلي على موقع عالم كرة القدم.نت (الإنجليزية)
- عبد الرحمن خليلي على موقع أوليمبيديا (الإنجليزية)
- عبد الرحمن خليلي على موقع اللجنة الأولمبية السويدية (السويدية)